# Polish Journal of Chemical Technology
Polish Journal of Chemical Technology – międzynarodowe czasopismo naukowe, poświęcone problemom technologii chemicznej oraz zagadnieniom chemii podstawowej, inżynierii chemicznej i biotechnologii, w 2008 roku wpisane na filadelfijską listę czasopism (JCR; IF w 2010: 0.333). Jest wydawane przez Instytut Technologii i Inżynierii Środowiska ZUT w Szczecinie – inicjatora organizacji cyklicznych Kongresów Technologii Chemicznej – w języku angielskim, od 1999 roku w wersji drukowanej, a od 2007 roku również w wersji cyfrowej. Od 2016 roku ukazuje się wyłącznie w wersji cyfrowej. Teksty artykułów są bezpłatnie udostępniane w całości na platformie Sciendo wydawnictwa De Gruyter. Wśród publikowanych materiałów dominują oryginalne prace naukowe (w tym materiały prezentowane na kolejnych Kongresach), jednak redakcja przyjmuje również artykuły przeglądowe i krótkie komunikaty.
Pierwszym redaktorem naczelnym był Kazimierz Kałucki. Od numeru 3/2005 zastąpił go Ryszard Józef Kaleńczuk. Według stanu na 2023 rok, funkcję tę pełni Beata Zielińska.